# Список керівників держав 900 року
Список керівників держав 899 року — 900 рік — Список керівників держав 901 року — Список керівників держав за роками

## Європа

### Британські острови
- Шотландія:
  - Альба (королівство) — Дональд II, король (889–900); Костянтин II (900—943)
- Англія — Едуард Старший, король (899–924)
- Думнонія — Алонор ап Елуйд, король (890–900); Рікат, король (900–910)
- Йорвік — Кнут, король (899–900); Етельвальд, король (899–902)
- Східна Англія — Еорік, король (890–902)
- Уельс:
  - Бріхейніог — Грифід II, король (бл. 890–900)
  - Гвент — Брохвайл ап Мейріг, король (880–920)
  - Королівство Повіс — Мерфін ап Родрі, король (878–900)
  - Гвінед — Анарауд ап Родрі, король (878–916)
  - Глівісінг — Оуайн ап Хівел, король (886–930)
  - Сейсіллуг — Каделл ап Родрі, король (872–909)

### Північна Європа
- Швеція — Бйорн Еріксон, конунг (882–932)
- Данське королівство — Гельґе, король (891–903)
- Ірландія — Фланн Сінна, верховний король (879–916)
  - Дублін — Івар II, король (896–902)
- Норвезьке королівство — Гаральд I Норвезький, король (872–930)
  - Вестфольд — Гаральд I Прекрасноволосий, конунг (бл. 860–930)

### Франція
- Західне Франкське королівство — Карл III Простакуватий (898–922)
  - Аквітанське герцогство — Гільом I Благочестивий, герцог (893–918)
  - Ангулемське графство — Алдуїн I, граф (886–916)
  - Бретанське королівство — Ален I Великий, король (877–907)
  - Васконське герцогство (Гасконь) — Гарсія II Санше, герцог (893–920)
  - Готська марка (маркізат) — Гільом I Благочестивий, маркіз (886–918)
  - Ампуріас — Суньєр II, граф (862–915)
  - Барселонське графство — Віфред II, граф (897–911)
  - Руссільйонське графство — Суньєр II, граф (896–915)
  - Каркассонське графство — Акфред I, граф (879–906)
  - Тулузьке графство — Ед, маркграф (877—918/919)
    - Урхельське графство  — Суніфред II, граф (897–928)

  - Руерзьке графство — Раймунд II, граф (898–906)
  - Нантське графство — Ален I Великий, граф (877–907)
  - Овернське графство — Гільом I Благочестивий, граф (886–918)
  - Отенське графство — Бозон В'єнський, граф (879–880); Річард I Заступник, граф (880–918)
  - Пуатевінське графство — Адемар, граф (892–902)
  - Труа — Ед, маркграф (886–918)
  - Шалонське графство — Манасія I Старий, граф (887–918)

### Німеччина
- Східне Франкське королівство — Людовик IV Дитя король, (900–911)
  - Баварське королівство — Людовик IV Дитя, король (900–907)
  - Саксонське герцогство — Оттон I, герцог (880–912)
  - Тюринзьке герцогство — Бурхард, герцог, маркграф Сорбської марки (893–908)
  - Паннонська марка — Арібо, маркграф (871–909)
  - Майнцьке архієпископство — Хатті I, архієпископ (891–913)
  - Констанцьке єпископство — Саломон III фон Рамшваг, єпископ (891–920)

### ЦентральнатаСхідна Європа
- Болгарське царство — Симеон I Великий, князь (893–927)
- Велика Моравія — Моймир II, князь (894–907)
  - Чеське князівство — Спитігнев, князь (894–915)
- Сербія — Петар Гойникович, князь (892–917)
- Угорське князівство — Арпад, дюла (надьфейеделем) (889–907)
- Приморська Хорватія — Мунцимир, герцог (892–910)
- Київська Русь — Олег Віщий, князь (882–912/922)
- Волзька Болгарія — Алмиш, хан (бл. 895 — бл. 925)
- Хозарський каганат — Нісі I, бек-мелех (890–900); Аарон I, бек-мелех (900—910)

### Іспанія
- Арагонське графство — Галіндо II Аснарес, граф (893–922)
- Астурійське королівство — Альфонсо III Великий, король (866–910)
  - Алава — Муньо Велас, граф (883–921)
  - Бургос — Гонсало Фернандес, граф (899–915)
  - Кастильське графство — Муньо Нуньєс, граф (899–901, 904–909)
- Кордовський емірат — Абдаллах, емір (888–912)
- Наваррське королівство (Памплона) — Фортун Гарсес, король (870/882–905); Іньїго II Гарсес, король (882–905)

### Серединне королівство
- Лотарингія — Цвентибольд, король (895–900); Людовик IV Дитя, король (900–911)
  - Верхнє Бургундське королівство — Рудольф I, король (888–912)
  - Еноське графство — Сігард, граф (898–920)
  - Кельнське архієпископство — Герман I, архієпископ (890–923)
  - Трірське архієпископство — Ратбод (Radbod), єпископ (883–915)
- Прованське королівство (Нижня Бургундія) — Людовик III Сліпий, король (887–928)

### Італія
Беренгар I Фріульський, король Італії, король (887–924 з перервами)
- Венеційська республіка — П'єтро Трібуно, дож (888–911)
- Беневентське князівство — Радельхіз II, князь (881–884, 897–900); Атенульф I, князь (900–910)
- Салернське князівство — Гваймар I, князь (880 — бл.900)
- Капуанське князівство — Атенульф I, князь (887–910)
- Неаполітанське герцогство — Григорій IV, герцог (898–915)
- Папська держава — Іоанн IX, папа римський (898–900); Бенедикт IV, папа римський (900–903)
- Тосканська марка — Адальберт II Багатий, маркграф (886–915)
- Фріульська марка — Беренгар I, маркграф (896–924)

### Візантійська імперія
- Візантійська імперія — Лев VI, імператор (886–912)

## Азія

### Західна Азія
- Аббасидський халіфат — Абдуллах аль-Мутадід, халіф (892–902)
- Яфуриди (Ємен) — Асад I ібн Ібрагім, імам (898–944)
- Кавказ:
  - Абхазьке царство — Костянтин III, цар (894–923)
  - Вірменія (Анійське царство) — Смбат I, цар (891–914)
  - Тао-Кларджеті  — Адарнасе II, цар (888–923)
  - Кахетія — Квирике I, князь (893–918)
  - Сюні — Васак Ішханік, нахарар (859–909)
  - Тбіліський емірат — Джаффар I бен Алі, емір (882–914)

### Центральна Азія
- Персія:
  - Табаристан — Шервін II, іспахбад (896–930)
- Середня Азія:
  - Саманідська держава (Бухара) — Ісмаїл Самані, емір (892–907)
  - Хорасан (династія Саффаридів) — Амр ібн аль-Лейс, емір (879–901)

### Південна Азія
- Індія:
  - Венгі— Східні Чалук'я — Бхіма I, магараджа (892–921)
  - Гуджара-Пратіхари — Махендрапала I, магараджахіраджа (885–910)
  - Західні Ганги — Рашамалла II, магараджа (870–907)
  - Імперія Пала — Нараянпала, магараджа (873–927)
  - Кашмір — Самкараварман, магараджа (883–902)
  - Династія Паллавів — поглинута імперією Чола у 897
  - Держава Пандья — Парантака Віранараяна, раджа (880–900); Мараварман Раджасімха II, раджа (900-920)
  - Парамара (Малава) — Вакпатирайя I, магараджа (893–918)
  - Раштракути — Кришнараджа II Акалаварша, магараджахіраджа (878–914)
  - Саканбарі — нріпа Чанданараджа (890—917)
  - Чола — Адітья I, магараджа (881–907)
  - Ядави (Сеунадеша) — Сеуначандра I, магараджа (870–900)

### Південно-Східна Азія
- Кхмерська імперія — Яшоварман I, імператор (889–900); Гаршаварман I, імператор (900-923)
- Бан Пха Лао — Лао Лео, раджа (888–904)
- Мианг Сва — Кхун Кхет, раджа (бл. 880–900)
- Наньчжао — Сяоай-хуанді (Мен Шуньхуачжень), ван (897–902)
- Паган — Танне, король (878–904)
- Чампа — Джая Сінхаварман I, князь (бл. 898 — бл. 903)
- Індонезія:
  - Матарам — Балітунг, шрі-магараджа (898–910)
  - Сунда — Віндусакті Прабу Деваген, король (895–913)

### Східна Азія
- Японія — Дайґо, імператор (897–930)
- Китай, Династія Тан — Чжао-цзун (Лі Цзі), імператор (888–904)
- Бохай — Да Вейцзе, ван (894 — бл. 907)
- Корея:
  - Сілла — Хьогон, ван (897–912)
  - Пархе — Тевігє, тійо (895—906)
  - Хупекче — Кьон Хвон, ван (900–935)

## Африка
- Аудагаст — Вайсану (Байсин), емір (бл. 875–900)
- Імперія Гао — Косой (Муслім Дан), дья (бл. 890 — бл. 920)
- Іфрикія — Абу Ісхак Ібрагим ібн Ахмад, емір (875–902)
- Магриб — Йахья ібн Хасан ібн Ідріс ас-Сагір, халіф (880–904)
- Некор — Саїд II ібн Саліх, емір (864–916)
- Рустаміди (Ібадити) — Юсуф Абу Хатім ібн Абуль-Йакзан, імам (894–906)